# Torre della Cinta Muraria di Sant'Ambrogio
La Torre della Cinta Muraria di Sant'Ambrogio (XIV secolo) è una torre situata a Sant'Ambrogio di Torino. È semicircolare ed alta circa 10 metri ed è situata nella cinta muraria coronata da merli guelfi. Questa torre è l'unica rimasta delle quattro torri che erano originariamente poste agli angoli della cinta muraria che racchiudeva il borgo storico di Sant'Ambrogio di Torino.

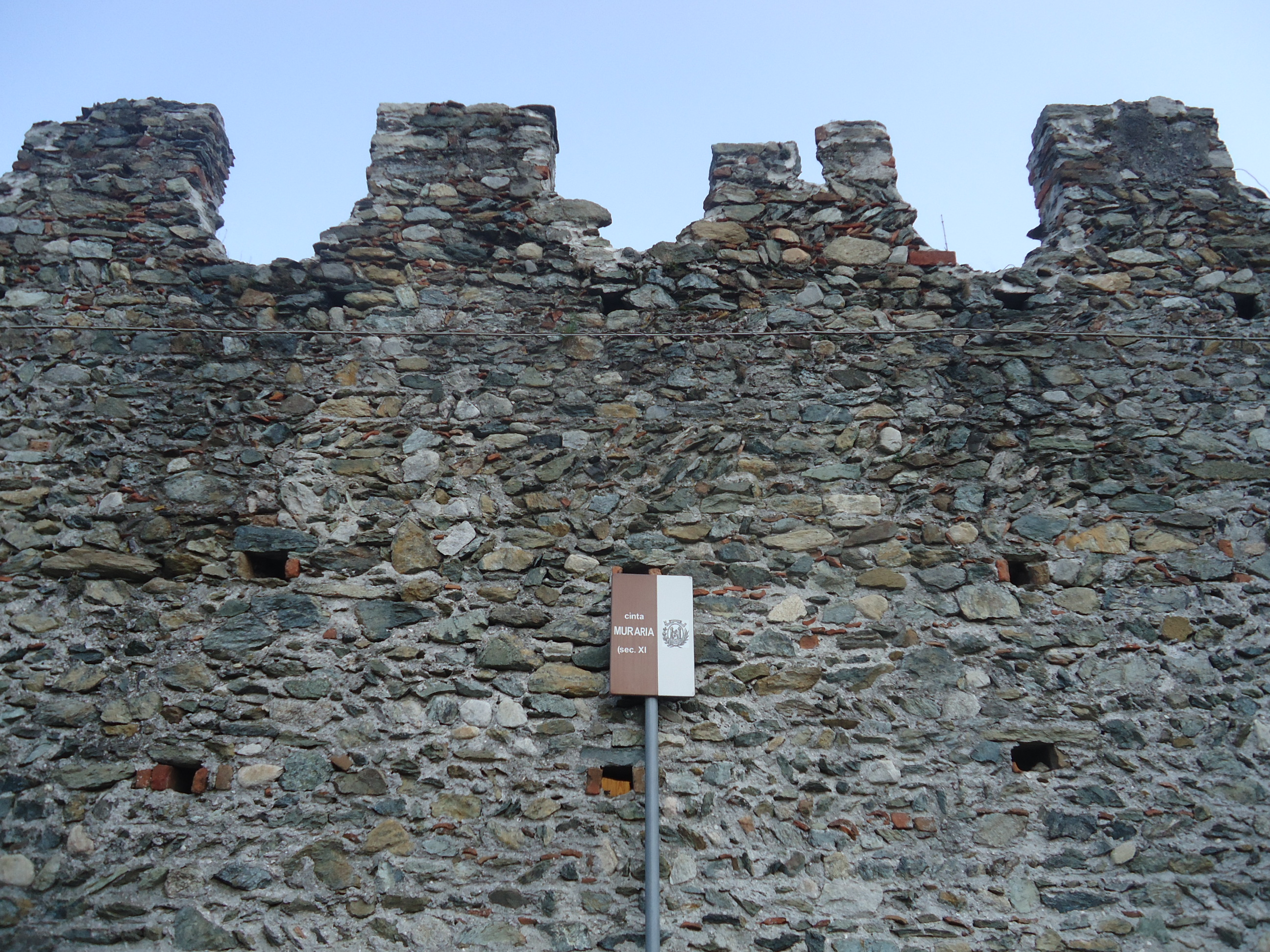
Particolare delle Mura Medioevali di Sant'Ambrogio in Via Antiche Mura iniziate nel x secolo e completate intorno al 1350.

## Storia
Successivamente alla data del 29 aprile 1162, quando l'imperatore Federico Barbarossa concesse in investitura all'abate Stefano della Sacra, il territorio di Sant'Ambrogio tornò sotto la giurisdizione della sacra di San Michele.
Nella riorganizzazione urbanistica che seguì, nel villaggio venne realizzata la cinta muraria con le quattro torri, iniziata nel X secolo e completata intorno al 1350.
Delle quattro torri originarie è giunta fino ai nostri giorni solo la Torre della Cinta Muraria posta a nord-ovest.

## Infrastrutture collegate
Lungo le mura settentrionali ad est della torre, si trova la strada denominata "Via Antiche Mura" dove accanto venne scavato tra il 1073 ed il 1091 un canale detto "della Marchesa Adelaide" voluto da Adelaide di Susa, pronipote del Marchese Arduino e suocera dell'imperatore Enrico IV, che lo volle realizzare per favorire lo sviluppo agricolo ed i prodotti della terra. Il canale, ancora oggi esistente, assunse in seguito la denominazione di "Canale Cantarana".
Lungo il canale era esistente fin dalla costruzione un tracciato per consentire il passaggio. Le mura, iniziate nel X secolo, furono completate intorno al 1350, e nel 1788 fu costruita la strada tra le mura ed il canale, che poi si chiamerà Via Antiche Mura.